# Trung Tapanuli (huyện)
Huyện Trung Tapanuli là một huyện (kabupaten) thuộc tỉnh Bắc Sumatra, Indonesia. Huyện lỵ đóng ở Pandan. Huyện có diện tích 2188 km2, sân số theo điều tra năm 2000 là 244.091 người.

## Các đơn vị hành chính
Huyện gồm có phó huyện hành chính (kecamatan) sau: